# Charles Howard, 1:e earl av Nottingham
Charles Howard, 1:e earl av Nottingham, född 1536, död 14 december 1624, sedan 1596 earl av Nottingham, var en engelsk sjöhjälte, son till storamiralen William Howard, 1:e baron Howard av Effingham, sonson till Thomas Howard, 2:e hertig av Norfolk. 
Howard kom tidigt till sjöss, var 1574-1585 drottning Elisabets lordkammarherre, blev 1585 storamiral och utnämndes i december 1587 till högste befälhavare över de stridskrafter till lands och sjöss, som sammandrogs att möta Filip II:s angrepp på England med "den oövervinneliga armadan". Biträdd av sina skickliga underbefälhavare sir Drake, Hawkins med flera, lyckades Howard sommaren 1588 fullständigt omintetgöra invasionsförsöket och illa tilltyga ett stort antal av fiendens fartyg. 
Han anförde jämte Essex 1596 expeditionen till Cadiz och kom därunder i tvist med denne därför, att han av försiktighet avstod från att genom en expedition inåt land fullfölja den vunna segern. Howard var 1601 en av Essex domare, stod länge i hög gunst hos Jakob I, men måste 1619 avstå från storamiralsposten för att bereda rum för kungens ärelystne gunstling Buckingham.